# كاهو (رباطات)
کاهو (بالفارسية: کاهو) هي قرية تقع في إيران في قسم رباطات الريفي.